# Поколение Z (песня)
«Поколение Z» — антивоенный музыкальный сингл российской рок-группы «Ногу свело!», написанный в 2022 году и посвящённый россиянам, поддерживающим вторжение России на Украину.

## Текст песни
В песне «Поколение Z» солист группы Максим Покровский поёт о рабском менталитете, агрессии и вере в пропаганду, из-за которых «землю больше не узнать». Покровский поёт, что русские «готовы порвать зубами за право умереть рабами». Также в песне поётся о том, что потеряла Россия, начав вторжение на Украину, перечисляются неудачи, постигшие Россию в последние годы. Покровский, упоминая допинговые скандалы, олимпийские медали и газопровод «Северный поток», поёт: «Русские, мы всё просрали». Также в композиции развенчиваются навязываемые с федеральных каналов основные тезисы пропаганды.
В тексте песни много нецензурной лексики и довольно смелых высказываний, включая, к примеру, то, что скоро «Сибирь станет провинцией Китая». Также Покровский предлагает землякам перечесть басню Ивана Крылова «Мартышка и очки» и призывает всех не стесняться оставаться людьми.

## Клип
В клипе к песне солист группы Максим Покровский, сидя над бочкой с огнём, сжигает листы бумаги, на которых написано всё то, что русские, по словам музыканта, «просрали»: большую страну, демократию, олимпийские медали. Также в клипе присутствуют бот-комментарии, а также комментарии реальных российских пользователей, осудивших Покровского за его позицию. Презентуя клип 20 апреля 2022 года, участники группы в своём обращении к поклонникам заявили:
На самом деле, пропорция людей, находящихся в здравом уме, по нашим оценкам составляют 65-70%. Это, конечно, касается только нашей аудитории. Мы не претендуем на полноправное социологическое исследование — просто представляем Вам своё ощущение. И это ощущение даёт нам надежду, что не всё потеряно. Просим всех наших единомышленников не обижаться: в видео мы используем комментарии тех, кто мало что понимает и не привык использовать свою голову по назначению. Просто наше видео именно об этом.
Также в клип вставлен разговор пленённого на Украине российского солдата с матерью, которая не верит ему, когда он говорит о том, что он не родину защищает.
Менее чем за сутки клип просмотрели 295 тысяч человек.

## Реакция в России
В начале июня 2022 года появились сообщения о том, что за песню «Поколение Z» Максима Покровского проверяют по статье о «дискредитации использования ВС РФ». По данным источника Федерального агентства новостей, причиной проверки стало заявление мужчины по имени Дмитрий Сергиенко. Сергиенко подал заявление на музыканта в полицию, которое было зарегистрировано. По материалам СМИ, заявитель также обратил внимание московской полиции на эту песню и попросил проверить на предмет экстремизма. В ответ на эту новость Покровский заявил, что комментировать это он не будет, «потому что и так всем всё понятно», и «что за этим, скорее всего, последует, тоже понятно».